# Tavolaia
Tavolaia è una frazione del comune italiano di Santa Maria a Monte, nella provincia di Pisa, in Toscana.

## Geografia fisica
Il borgo è situato in Valdera, in un'area pianeggiante boscosa, al confine con il padule di Bientina. Tavolaia dista circa 7 km dal capoluogo comunale, rendendola la frazione più distante, e poco più di 30 km da Pisa.

## Storia
Il toponimo deriva dalla conformazione del territorio in cui il paese sorge, tabula, che sta a denotare una superficie pianeggiante. Storicamente località geografica, la Tavolaia risulta essere già frequentata in epoca preistorica, come dimostra il ritrovamento di numerosi raschiatoi del Paleolitico medio.
Borgo prevalentemente agricolo, il cui nucleo originario è costituito dal podere padronale, la cosiddetta "Casa di Tavolaia", fu tra la fine del XVIII e i primi del XIX secolo sede di dogana. Dipendente dalla parrocchia delle Pianore, istituita nel XVII secolo, era dotato di un porticciolo sul lago di Sesto, oggi padule. Il borgo è andato poi espandendosi nel corso del XX secolo, diventando a tutti gli effetti un moderno paese rurale.

## Monumenti e luoghi d'interesse
- Chiesa di Santa Cristina alle Pianore, situata nei pressi del padule di Bientina, poco fuori dal paese, fu edificata agli inizi del XVII secolo per volere della granduchessa Cristina di Lorena. Nel 1833 il territorio parrocchiale delle Pianore, che comprendeva anche il borgo agricolo di Tavolaia, contava 286 abitanti.[5] Qui sorgeva l'antica chiesa alto-medievale di San Frediano a Tolli, con annesso monastero e cimitero.[4]

- Tenuta delle Pianore, storica tenuta risalente al 1592, si segnala l'imponente villa padronale situata nei pressi della chiesa.[4]

## Cultura
- Il paese di Tavolaia è conosciuto principalmente per la presenza di un osservatorio astronomico, realizzato nel 1999 nell'edificio della vecchia scuola elementare e gestito dall'associazione Isaac Newton in convenzione con il Comune di Santa Maria a Monte.[6]

- Rilevante, inoltre, che tale frazione sia stata ripetutamente scelta come location per due rave party nel settembre 2007 e luglio 2021[7][8] cui hanno preso parte rispettivamente ca. 2000 persone e oltre 5000 persone.